# Shaglaser
Shaglaser (azerbajdzjanska: Şağlaser) är en ort i Azerbajdzjan.   Den ligger i distriktet Lənkəran Rayonu, i den sydöstra delen av landet, 200 km sydväst om huvudstaden Baku. Antalet invånare är 4 148.
Terrängen runt Shaglaser är platt åt nordost, men åt sydväst är den kuperad. Runt Shaglaser är det ganska tätbefolkat, med 120 invånare per kvadratkilometer.. Närmaste större samhälle är Lankaran, 15,6 km sydost om Shaglaser.
Trakten runt Shaglaser består till största delen av jordbruksmark.